# Stazione di Daikan-yama
La stazione di Daikan-yama (代官山駅?, Daikan-yama-eki) è una stazione ferroviaria di Tokyo che si trova a Shibuya. La stazione serve un'area dove sono presenti diverse ambasciate di paesi stranieri, nonché una zona particolarmente elegante con caffè, ristoranti, pasticcerie e negozi di alta moda. La stazione si trova fra Shibuya ed Ebisu.

## Linee
Tōkyū Corporation
● Linea Tōkyū Tōyoko

## Struttura
La stazione possiede due marciapiedi laterali con due binari centrali, parzialmente in tunnel.
| 1 | ● Linea Tōkyū Tōyoko | per Naka-Meguro, Jiyūgaoka, Musashi-Kosugi, Yokohama e, via linea Minatomirai, Motomachi-Chūkagai                        |
| 2 | ● Linea Tōkyū Tōyoko | per Shibuya e, via linea Fukutoshin, Ikebukuro, via linea Seibu Ikebukuro, Tokorozawa e, via linea Tōbu Tōjō, Kawagoeshi |

## Stazioni adiacenti
| «                                 | Servizio           | »                  |
| Linea Tōkyū Tōyoko                | Linea Tōkyū Tōyoko | Linea Tōkyū Tōyoko |
| --------------------------------- | ------------------ | ------------------ |
| Shibuya                           | Locale             | Naka-Meguro        |
| Tutti gli altri treni non fermano |                    |                    |